# Beatriz Balanzar Sánchez
Beatriz Balanzar Sánchez (n. Distrito Federal, 15 de diciembre de 1984) es una política mexicana miembro del Partido Acción Nacional. Se desempeñó como diputada federal en la LXIV Legislatura.  
Ha colaborado en la Secretaría de Promoción Política de la Mujer en el Comité Ejecutivo Nacional del PAN, en la Cámara de Diputados, en el Fondo Nacional de Empresas en Solidaridad (FONAES), en la decimonovena regiduría del Ayuntamiento de Nezahualcóyotl y en el C4 del Ayuntamiento de Naucalpan.  
Fue Secretaria de Afiliación del Comité Directivo Estatal del Partido Acción Nacional en el Estado de México.
Actualmente es integrante de la Comisión Permanente del Partido Acción Nacional, Estado de México, consejera estatal y séptima regidora del Ayuntamiento del Municipio de Cuautitlán. 

## Formación y estudios
Es Licenciada en Derecho por la Facultad de Estudios Superiores Acatlán de la Universidad Nacional Autónoma de México. Maestra en Políticas Públicas por el Instituto Suizo. 
Participó en el Seminario "Organizaciones no gubernamentales latinoamericanas" por el Ministerio de Comercio en la República Popular de China.
Cuenta con el Diplomado "Desarrollo y Derechos de la Mujer" por la Universidad Anáhuac México.

## Carrera política
En 2005 se afilió al Partido Acción Nacional, participó en Acción Juvenil Estado de México como Coordinadora de Enlace Municipal y Coordinadora de Vinculación Social , en la Secretaría de Promoción Política de la Mujer del Comité Ejecutivo Nacional del PAN se desempeñó como secretaria técnica. 
Fue candidata a regidora en dos ocasiones.
Fue diputada federal por el Partido Acción Nacional en la LXIV Legislatura, del 28 de abril del 2021 al 7 de junio del 2021, suplente de la diputada Laura Rojas Hernández.